# Versam
Versam foi uma comuna da Suíça, no Cantão Grisões, com cerca de 251 habitantes. Estendia-se por uma área de 16,77 km², de densidade populacional de 15 hab/km². Confinava com as seguintes comunas: Bonaduz, Flims, Präz, Rhäzüns, Safien, Sagogn, Tenna, Trin, Valendas.
A língua oficial nesta comuna era o Alemão.

## História
Em 1 de janeiro de 2013, passou a formar parte da nova comuna de Safiental.